# Ctenochira rufa
Ctenochira rufa är en stekelart som först beskrevs av William Harris Ashmead 1902.  Ctenochira rufa ingår i släktet Ctenochira och familjen brokparasitsteklar. Inga underarter finns listade i Catalogue of Life.